# Bahnhof Pluwig
Der Bahnhof Pluwig war ein Bahnhof in der Ortsgemeinde Pluwig in Rheinland-Pfalz.

## Geschichte
Der Bahnhof wurde 1889 mit dem Bau der Ruwertalbahn eröffnet.
Als zwischen 1963 und 1965 die Ruwertalbahn auf Zugleitbetrieb umgestellt wurde, wurde das Personal des Bahnhofs abgezogen. Bis dahin hatte der Fahrdienstleiter gleichzeitig den Fahrkartenverkauf durchgeführt. Aufgrund der Umstellung wurde ab 1962 der Bahnhof zurückgebaut.
Als 1981 der Personenverkehr nach Hermeskeil eingestellt wurde, wurde der Bahnhof Pluwig zum Endbahnhof. Nur etwa drei Jahre später endete der Personenverkehr  in Pluwig, nun wurde der Bahnhof Waldrach zur Endstation. Bis 1989 gab es planmäßigen Güterverkehr nach Pluwig. 1998 wurde die Strecke endgültig stillgelegt.
Heute verläuft der Ruwer-Hochwald-Radweg auf der alten Bahntrasse der Ruwertalbahn am Bahnhof vorbei.
Neben der Zulaufstraße aus Richtung Pluwig trägt auch die von Schöndorf aus ins Ruwertal führende Straße den Namen Bahnhofstraße.

## Bahnhof und Bahnhofsumfeld
Das Bahnhofsgebäude befindet sich im Ruwertal außerhalb der Ortslage im Ortsteil Pluwigerhammer. Er entstand als für die Bahnstrecke üblicher Typenbau in solider Ausführung aus Rotsandsteinquadern und mit davon abgesetzten, verputzten Kniegeschossen sowie allseitigem Dachüberstand. Identische Bahnhofsgebäude existieren in Kell am See und Zerf. Das Bahnhofsgebäude steht unter Denkmalschutz.
Das Stellwerk im Bahnhof wurde in den 1960er Jahren stillgelegt. Der bis dahin vom Stellwerk bediente Bahnübergang in Richtung Hinzenburg wurde mit Blinklichtanlage ausgerüstet und automatisch gesteuert.
In den 1980er Jahren wurden bis auf ein Gleis alle Gleise entfernt. Mit dem Bau des Ruwer-Hochwald-Radweges verschwand dieses Gleis.
Am Bahnhof Pluwig befanden sich ursprünglich ein Wasserkran und ein Ladekran mit Ladestraße, die in den 1970er Jahren abgebaut wurden. Der Ladekran diente der örtlichen Landwirtschaft und Industrie. Nur in der Anfangszeit wurde Güterverkehr für die lokale Eisenschmelze durchgeführt, da deren Blütezeit Ende des 19. Jahrhunderts bereits zu Ende war.
Heute befindet sich ein Büro des Reisebusunternehmens Erzig Reisen GmbH im Bahnhof.